# Kostylivka

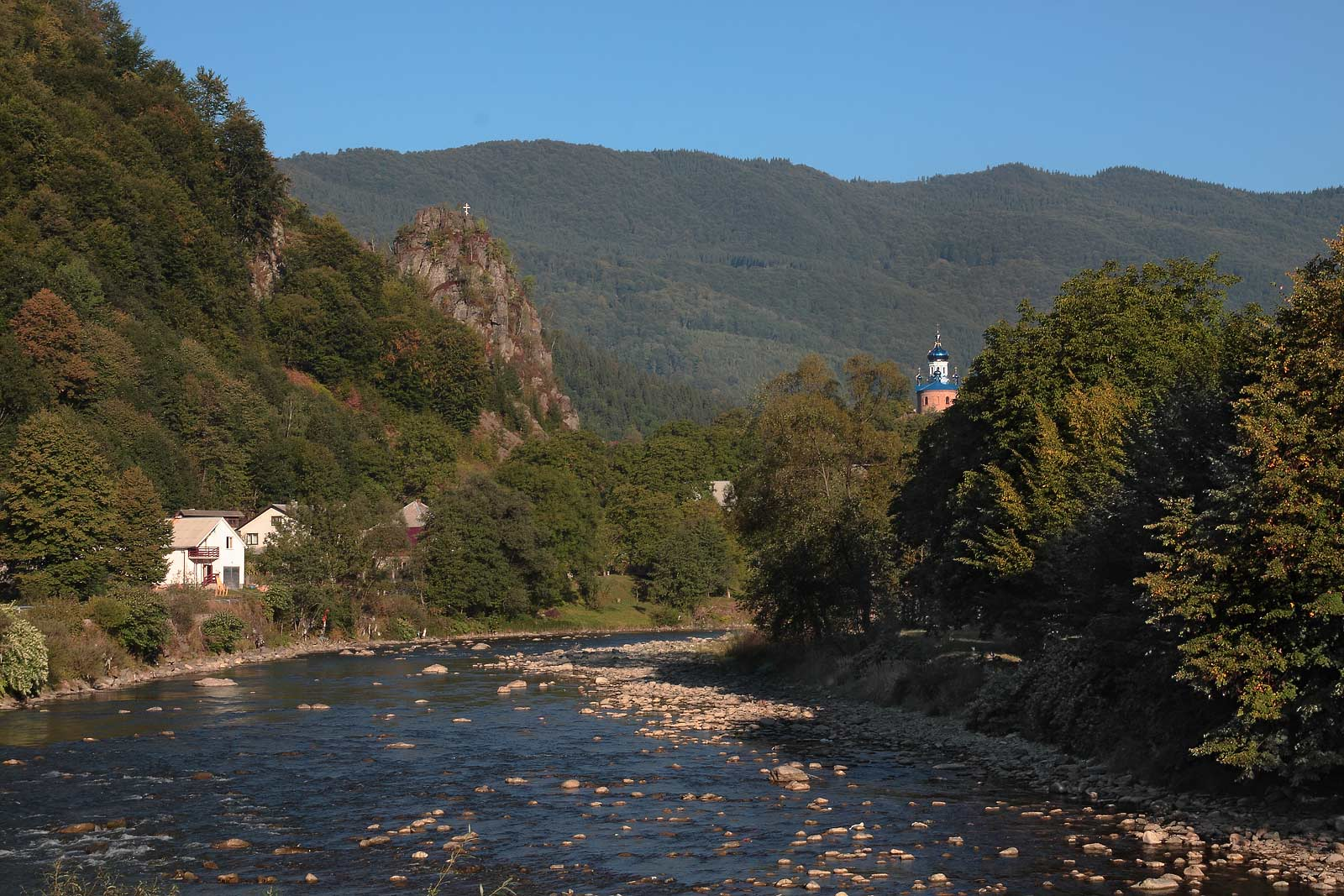
Rivier de Tisza bij het dorp

Kostylivka (Oekraïens: Костилівка, Hongaars: Barnabás) is een dorp in de gemeente Rachiv, in het gelijknamige rajon in het Oblast Transkarpatië. Het dorp is gelegen op halverwege de stad Rachiv en de bocht in de rivier de Tisza. De plaats heeft 1.890 inwoners (waaronder 2 Hongaren).
Het dorp ligt in de vallei van de rivier de Tisza.